# Das kleine Fernsehspiel

Das Logo des kleinen Fernsehspiels

Das kleine Fernsehspiel ist eine Redaktion und eine Sendereihe im ZDF, die Fernsehspiele von Nachwuchsfilm- und -fernsehregisseuren aus dem fiktionalen oder dokumentarischen Bereich sowie experimentelle Filme und Essays (ko-)produziert und zeigt. Die Ausstrahlung erfolgt derzeit an 40 Sendeterminen im Jahr montags um Mitternacht.
Als Titelmusik der Reihe diente um 2005 herum der Song Inner Smile der Band Texas.

## Geschichte
Die erste Ausstrahlung des kleinen Fernsehspiels erfolgte bereits drei Tage nach dem Sendeauftakt des ZDF am 4. April 1963 mit dem Stück Die Unzufriedenen von Prosper Mérimée in der Bearbeitung von Eckart Stein. In den Folgejahren entstanden hier unter anderem Filme unter der Regie von Rainer Werner Fassbinder, Rosa von Praunheim, Alexander Kluge, Jim Jarmusch, Patrick Ledoux, Elfi Mikesch und Agnès Varda.
Dem langjährigen Leiter des kleinen Fernsehspiels, Eckart Stein, der 2021 verstarb, widmete das ZDF 2022 eine Hommage anlässlich seines 85. Geburtstages und strahlte drei von ihm betreute Produktionen aus (Die Bettwurst, Von wegen „Schicksal“,  Ein ganz und gar verwahrlostes Mädchen).

## Die Nachwuchsredaktion im ZDF: Auftrag und Tätigkeitsbereiche
Zu den Aufgabenbereichen Des kleinen Fernsehspiels gehört insbesondere die Förderung von jungen Film- und Fernsehmachern; Autoren, Regisseure, Schauspieler und Produzenten erhalten hier die Chance, ihre ersten Filmprojekte zu realisieren. Als Sendeplatz für Innovation und Nachwuchsarbeit wird montags gegen Mitternacht ein fester Sendetermin geboten. Daneben bespielt Das kleine Fernsehspiel mit seiner Reihe Shooting Stars – Junges Kino im Zweiten auch die zweite Primetime ab 22.30 Uhr. Jährlich entstehen so 26 Neuproduktionen, darunter Fernseh- und Kinofilme, Dokumentarfilme, Essays, Experimentelles und Mischformen, sowohl als reine Fernseh-Auftragsproduktionen, wie auch als Kino-Koproduktionen. Im Fernsehlabor Quantum entstehen Pilotsendungen für neue Fernsehformate, unter anderem Ijon Tichy: Raumpilot und Lerchenberg.

## Auszeichnungen
1978 erhielt die Redaktion eine besondere Ehrung beim Adolf-Grimme-Preis. 
Die Redaktion wurde 2008 mit dem „Filmkulturpreis Mannheim-Heidelberg“ des Internationalen Filmfestival Mannheim-Heidelberg ausgezeichnet, der an Unternehmen, Institutionen und Einzelpersonen geht, die sich über Jahre hinweg kontinuierlich um die Filmkultur in Deutschland verdient gemacht haben.
2012 wurde die Redaktion bei der Verleihung des Nachwuchspreises First Steps mit einer Ehrenauszeichnung bedacht.

## Beispiele
- 1971: Die Bettwurst (Regie: Rosa von Praunheim)
- 1971: Händler der vier Jahreszeiten (Regie: Rainer Werner Fassbinder)
- 1971: Ende des Spiels (Fin de jeu) (Regie: Patrick Ledoux)
- 1979: Brennende Langeweile (Regie: Wolfgang Büld)
- 1983: Wild Style (Regie: Charlie Ahearn)
- 1984: Stranger than Paradise (Regie: Jim Jarmusch)
- 1985: Westler (Regie: Wieland Speck)
- 1993: Die tödliche Maria (Regie: Tom Tykwer)
- 1998: Kurz und schmerzlos (Regie: Fatih Akın)
- 2002: Bungalow (Regie: Ulrich Köhler)
- 2004: Susanne  (Regie: Claudia Rorarius)
- 2010: Rammbock (Regie: Marvin Kren)
- 2011: Kriegerin (Regie: David Wnendt)
- 2014: Die Arier (Regie: Mo Asumang)
- 2014: Patong Girl (Regie: Susanna Salonen)
- 2016: Familie Braun (Regie: Maurice Hübner)[4]
- 2016: Die Hände meiner Mutter – Regie: Florian Eichinger
- 2016: Zwischen den Stühlen – Regie: Jakob Schmidt
- 2019: Sterne über uns – Regie: Christina Ebelt
- 2020: Der Krieg in mir – Regie: Sebastian Heinzel
- 2021: Hyperland – Regie: Mario Sixtus